# Wuzhou
Wuzhou is de grootste stad in het oosten van de Chinese autonome regio Guangxi. De stadsprefectuur Wuzhou heeft 2,87 miljoen inwoners; de centrale stad is met 270.000 inwoners de zesde stad van de regio. De bevolking hier spreekt een Kantonees dialect.

## Geboren
- Morgan Hurd (2001), Amerikaanse gymnaste